# Orde van de Dannebrog
De huidige Deense
Orde van de Dannebrog (Deens: "Dannebrogordenen") werd op 12 oktober 1672 door koning Christiaan V van Denemarken ingesteld. De orde was, zo heette het, een herleving van de in 1219 door koning Valdemar II "de veroveraar" na de verovering van Reval ingestelde ridderorde. "Dannebrog" is de Deense naam van de Deense vlag en deze vlag, een wit kruis op een rood veld, zou op het moment dat de Deense gelederen onder een aanval van de heidense Esten en hun Russische bondgenoten bezweken aan de hemel zijn verschenen of, volgens andere middeleeuwse bronnen, uit de hemel zijn gevallen. Dat gaf de Denen nieuwe moed en zij wonnen de slag. Waldemar benoemde na de slag vijfendertig dappere ridders in zijn nieuwe orde.
Deze legendarische stichtingsdatum wordt door de Deense regering als de geboortedag van de Dannebrog-orde gezien en dat is in het protocol belangrijk omdat men de oudere onderscheiding vóór een later ingesteld ereteken draagt.
Hoewel de naam "Dannebrogorden" met "Orde van de Deense Vlag" vertaald kan worden is het internationaal gebruikelijk om de Deense naam te gebruiken.
Bij de instelling werd vastgelegd dat de Orde van de Dannebrog vijftig edele ridders zou tellen. De orde had, zoals in de 17e eeuw gebruikelijk was, slechts één enkele klasse en was behalve een onderscheiding ook een gemeenschap van ridders die in hun ordekleding, rode zijden mantel, zwarte hoed met rode en witte veren en witte broek, jas, vest, kousen en schoenen, bijeenkwamen.
Op 28 juni 1808 bepaalde koning Frederik VI van Denemarken dat de Orde van de Dannebrog in het vervolg een moderne Orde van Verdienste werd met vier graden en een bijzondere klasse de "Dannebrogman" die model ging staan voor de in 1815 in Nederland ingestelde Broederschap van de Nederlandse Leeuw.
De koning liet de eis dat de leden van de orde van adel moesten zijn vallen en bepaalde dat "al zijn onderdanen van welke klasse of positie dan ook" in de Orde van de Dannebrog opgenomen konden worden. De verlichte Deense koning volgde bij deze hervorming het voorbeeld van het Franse Legioen van Eer dat de eerste min of meer "democratische" ridderorde is.
De ridders werden "hvide riddere" of "witte ridders" genoemd, terwijl de ridders van de Orde van de Olifant de "blå riddere" of "blauwe ridders" waren.
De Deense regering is terughoudend met het verlenen van de kostbare zilveren, gouden en verguld zilveren versierselen. De orde staat dan ook in hoog aanzien. De meeste decoraties zijn bestemd voor ministers, parlementsleden na tien jaar zitting in het Folketing, hoge ambtenaren die bij het bereiken van een bepaalde ambtelijke rang op de decoratie mogen rekenen en militairen. Slechts zelden worden zakenlieden, kunstenaars en vrijwilligers gedecoreerd met deze orde. De dominees en bisschoppen van de Deense staatskerk worden daarentegen wél geregeld met de versierselen van de Dannebrogorde verblijd. Ook Nederlandse en Belgische onderdanen werden in de orde opgenomen, soms voor bijzondere verdiensten, soms in het kader van een staatsbezoek. In 1984 werd ter gelegenheid van het staatsbezoek van koningin Beatrix aan Denemarken, onder andere de toenmalige major domus (hoofd interne dienst) Peter Beaujean benoemd tot ridder in de Dannebrogordenen.
Voor 1808 werd het wit geëmailleerde en roodgerande grootkruis met een kruis van tafelgeslepen diamanten versierd. Op de keerzijde stond het monogram van de regerende Deense koning. De grootkruisen droegen op de borst een geborduurde ster van zijde zilver- en gouddraad. Denemarken heeft lang aan de geborduurde sterren vastgehouden en de massief zilveren sterren pas laat ingevoerd.

## De originele graden van de Orde van de Dannebrog
- Grootcommandeur, deze graad neemt een bijzondere plaats in de orde in en er zijn slechts zeven grootcommandeurs. Zij moeten verwant zijn aan de Deense koninklijke familie en dragen een met diamanten bezet kruis aan een lint om de hals of, in het geval van dames, aan een strik op de linkerborst.
- Ridder-Grootkruis, zij dragen het kleinood van de Orde aan een breed lint over de rechterschouder op de linkerheup en een zilveren ster met daarop het kruis van de Orde op de linkerborst. Bij bijzondere gelegenheden wordt het grootkruis ook aan een gouden keten bestaande uit rood en wit geëmailleerde kruizen, gekroonde gouden monogrammen van koning Waldemar en gekroonde gouden monogrammen van de regerende Deense vorst gedragen.
- Commandeur, zij dragen het kleinood van de Orde aan een lint om de hals
- Ridder, zij dragen een klein juweel van de Orde aan een op de traditionele Deense wijze als een vijfhoek opgemaakt lint op de linkerborst.

Op 28 juni 1808 werd ook de graad van "Dannebrogman" ingesteld. Deze onderscheiding werd verleend aan burgers die niet voor benoeming tot Ridder in aanmerking kwamen. Zij en hun weduwen ontvingen een pensioen. Als teken van hun waardigheid droegen zij het "Zilveren Kruis van de Orde van de Dannebrog".

## De veranderingen in de 19e en 20e eeuw

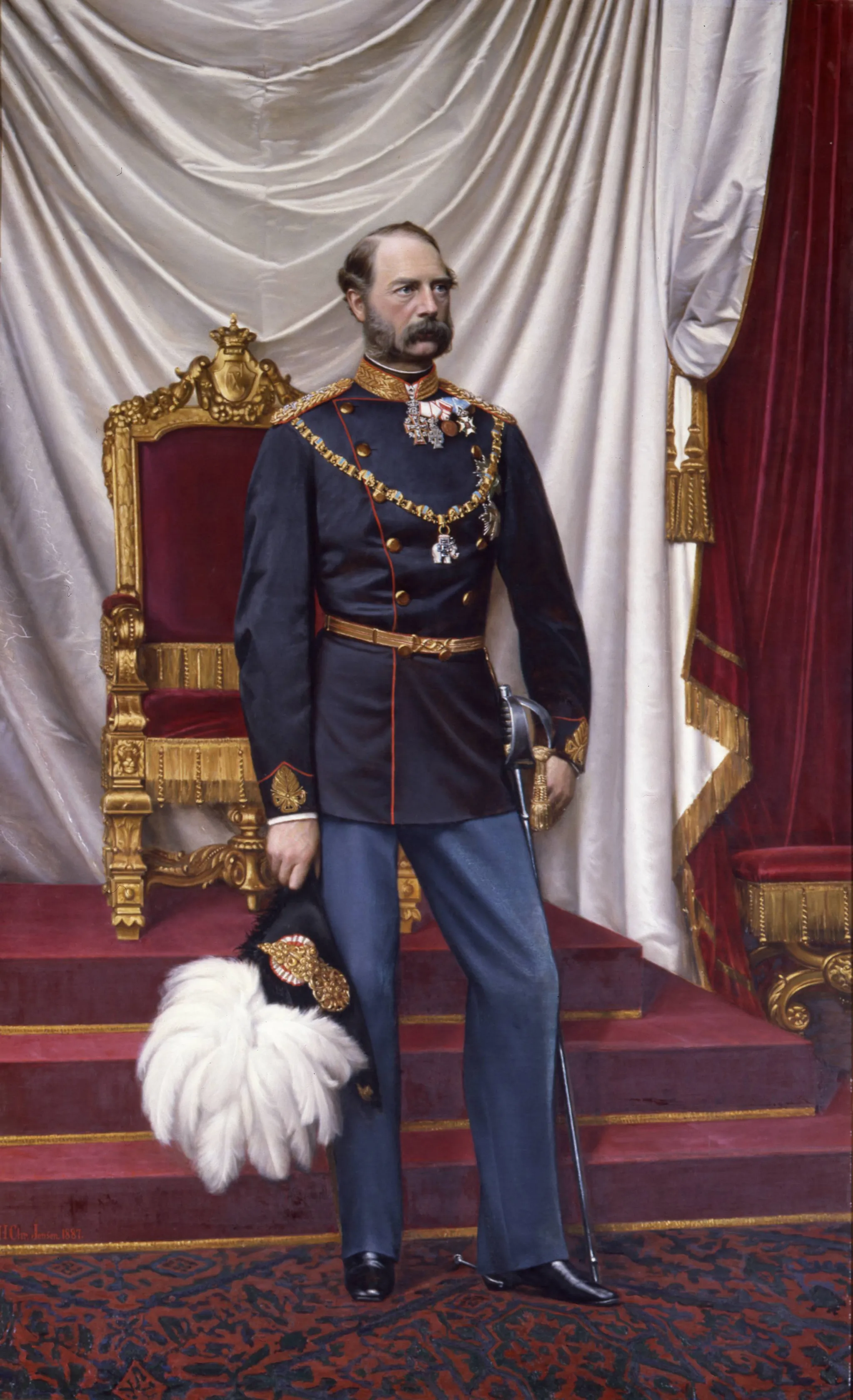
Christiaan V draagt om de hals het versiersel van een grootcommandeur, het zilveren kruis en de ster met diamanten van de Orde van de Dannebrog met diamanten.

Op 21 maart 1864 besloot koning Christiaan IX van Denemarken om de commandeursrang in twee graden te delen; de commandeurs der Eerste Klasse kregen een kruis dat zij op de borst konden dragen en deze wijziging maakte hen in het protocol gelijk aan Grootofficieren.
Op 1 april 1951 werd de graad van Dannebrogman door koning Frederik IX afgeschaft en het model van het "Zilveren Kruis van de Orde van de Dannebrog" veranderd. In het vervolg werd dit kruis alleen aan Denen die al bij een eerdere gelegenheid in de Orde werden opgenomen verleend.
Op 10 oktober 1951 werd vastgelegd dat in het vervolg ook vrouwen in de Orde van de Dannebrog konden worden opgenomen. Sinds de 18e-eeuwse Orde de l'Union Parfait in vergetelheid was geraakt kende Denemarken geen ridderorden voor vrouwen meer.
Op 21 maart 1952 werd de graad van ridder eveneens in een eerste en tweede klasse verdeeld. De ridders der eerste klasse kregen een rozet op hun lint en werden daarmee gelijkgesteld aan de officieren in andere ridderorden.

## De versierselen van de Orde van de Dannebrog
Tot in de 19e eeuw waren de sterren en kruizen van de grootkruisen en commandeurs geborduurd maar in het midden van de eeuw kwamen zilveren plaques in zwang. De versierselen van de Deense orden zijn zeer fraai en kostbaar uitgevoerd.
Het juweel van de orde is een wit geëmailleerd Latijns kruis met en brede rode rand. In de armen van het kruis zijn gouden of zilveren Deense koningskronen geplaatst. Op het kruis staan de woorden "GUD OG KONGEN" (Deens: God en de koning") en in het midden staat het monogram van Cristiaan de Vijfde. Tussen de kroon en het kruis is het monogram van de regerende koning aangebracht zodat ieder versiersel goed te dateren is. Op de keerzijde staan de monogrammen van de koningen Valdemar II en Frederik VI en jaartallen "1219", "1671" en "1808". De monogrammen zijn die van de stichter en van de hervormer in de vroege 19e eeuw. De jaartallen slaan op de legendarische "neerdaling" van de Deense vlag uit de hemel en het stichten van de eerste Dannebrogorde, het zogenaamde herstel van de orde in 1671, en de hervorming in 1808.
Op de plaque van de commandeur, een groot zilveren kruis onder kronen met in plaats van emaillen zilveren facetten, staat het monogram van koning Waldemar; een gekroonde "W".
Op de ster van de Orde ligt een kruis zonder kronen in de armen met in het centrum het monogram van koning Waldemar.Wanneer de ster met diamanten is verleend ontbreken het motto en het monogram en is op het kruis van de Orde een kruis van ouderwetse, tafelgeslepen, diamanten gelegd.
Bij het juweel van de Ridder is het goud overal door zilver vervangen en bij de zilveren kruizen ontbreekt het email.
Op de keerzijde van alle kruizen staan de monogrammen van de koningen Valdemar en Frederik VI met de jaartallen "1219", "1671" en "1808". Op het juweel van de Grootcommandeur is daar ook het monogram van Christiaan V aan toegevoegd.
De 19e-eeuwse kruisen zijn uit verschillende bewegende en scharnierende delen samengesteld, moderne kruisen bestaan uit één stuk.

## De huidige indeling van de Orde van de Dannebrog
De Deense koningin Margrethe II is grootmeesteres van de orde.
- Grootcommandeur, deze graad neemt een bijzondere plaats in de orde in en er zijn slechts zeven grootcommandeurs. Zij moeten verwant zijn aan de Deense koninklijke familie en dragen een met diamanten bezet gouden kruis aan een lint om de hals of, in het geval van dames, aan een strik op de linkerborst.
- Ridder-Grootkruis, zij dragen het gouden kleinood van de Orde aan een breed lint over de rechterschouder op de linkerheup en een zilveren ster met daarop het kruis van de Orde op de linkerborst. Bij bijzondere gelegenheden wordt het grootkruis niet aan het lint maar aan een gouden keten bestaande uit rood en wit geëmailleerde kruizen, gekroonde gouden monogrammen van koning Waldemar en gekroonde gouden monogrammen van de regerende Deense vorst gedragen. De Deense koningin verleent ook "Grootkruisen der Eerste Klasse", dan wordt de ster van de Orde met tafelgeslepen diamanten ingelegd.
- Commandeur der Eerste Klasse, zij dragen het gouden kleinood van de Orde aan een lint om de hals. Op de linkerborst dragen deze met een Grootofficier gelijk te stellen commandeurs der Ie Klasse een groot van talloze facetten voorzien zilveren kruis met een rode rand en gouden letters.
- Commandeur, zij dragen het gouden kleinood van de Orde aan een lint om de hals.
- Ridder der Eerste Klasse, zij dragen een klein gouden juweel van de Orde aan een op de traditionele Deense wijze als een vijfhoek opgemaakt lint met rozet, of een strik met rozet, op de linkerborst. Deze rang komt overeen met die van een Officier in andere ridderorden.
- Ridder, zij dragen een klein zilveren geëmailleerd juweel van de Orde aan een op de traditionele Deense wijze als een vijfhoek opgemaakt lint op de linkerborst.
- Zilveren Kruis van de Orde van de Dannebrog, (Deens: Dannebrogordenens Hæderstegn"), dit kruis wordt aan een op de traditionele Deense wijze als een vijfhoek opgemaakt lint met rozet op de linkerborst gedragen. Alle leden van de Deense Koninklijke familie dragen dit zilveren kruis. Ook de laatste tsaar, Nicolaas II van Rusland, werd met dit zilveren kruis gezien. Zijn moeder was een Deense prinses.

De Deense regering verleent veel onderscheidingen in deze Orde maar de Kanselarij van de Deense ridderorden staat er op dat deze na het overlijden van de ridders weer terug worden gegeven. Ook wanneer een ridder is veroordeeld wegens een misdrijf wordt zijn of haar decoratie teruggeëist.
In 2007 ontving de hoveling dr. jur. Niels Eilschou die de titels "Kabinetssekretær, ordenssekretær, kammerherre" voert, een grootkruis met briljanten in de Dannebrogorde.

## Grootcommandeurs in 2006
.
Een bijzondere klasse in de Orde van de Dannebrog is die van de grootcommandeur, in het Deens "Storkommandører af Dannebrog" genoemd. Deze graad werd op 28 1808 door koning Frederik VI ingesteld. Op 21 februari 1842 bepaalde koning Frederik VIII dat de graad van grootcommandeur in de Orde van de Dannebrog hoger was dan die van een Grootkruis in deze orde. De Deense monarch benoemt leden van haar Huis en familieleden in deze rang. De Zweedse en Griekse koningen zijn naaste verwanten van de Deense koningin. Zij dragen een kostbaar uitgevoerd kruis dat met tafelgeslepen diamanten is versierd aan een lint om de hals. Het motto "GOD OG KONGEN" ontbreekt. De rode rand van het kruis is fijn bewerkt en soms is ook de beugel waarmee het kruis aan het lint wordt gedragen met diamanten versierd. Soms zijn het hele kruis, monogram, kronen en de beugel met diamanten en briljanten bezet, soms zijn er in plaats van het rode emaillenp robijnen ingezet. Een vrouwelijke grootcommandeur draagt haar versiersel aan een strik op de linkerschouder.
- Z.M. Constantijn II, koning van Griekenland (1964)
- Z.K.H Henrik, rins-Gemaal van Denemarken (1974)
- Z.M. Karel XVI Gustaaf, Koning van Zweden (1975)
- Z.M. Harald V, koning van Noorwegen (1991)
- H.K.H. Benediktep, prinses van Denemarken (1993)
- Z.K.H Frederik, kroonprins van Denemarken (1.1 2004)
- Z.K.H Joachim, rins van Denemarken (16.4 2004)

Deze grootcommandeurs vormen samen met de ridders in de Orde van de Olifant het kapittel van de Deense ridderorden. Ook voor 1951 waren er al vrouwelijke grootcommandeurs. Deze dames, het waren koninginnen, waren niet formeel in de alleen voor heren gereserveerde Orde van de Dannebrog opgenomen. Zij ontvingen de met diamanten versierde insignia als eerbewijs.
De versierselen van een grootkruis kunnen ook met diamanten worden uitgereikt. In dat geval draagt men een met diamanten kruis versierde ster en een met diamanten versierd kruis van de orde. Deze versierselen zijn niet gelijk aan die van de Grootcommandeurs.

## Het Zilveren Kruis van de Orde van de Dannebrog
Het zilveren "Kruis van Verdienste van de Orde van de Dannebrog", in het Deens "Dannebrogordenens Hæderstegn" geheten is een bijzondere onderscheiding binnen de Orde van de Dannebrog en wordt alleen toegekend aan Denen die al eerder het ridderkruis hebben verworven. Het versiersel en het lint zijn gelijk aan die van de ridders maar het zilveren kruis is niet geëmailleerd. Men draagt wanneer men dit kruis bezit zijn zilveren kruis naast de andere versierselen van de Orde.
In de 19e eeuw werden tijdens de Duits-Deense oorlog kruisen met kleine gespen onder de kroon uitgereikt aan de veteranen van deze voor Denemarken ongelukkig verlopende oorlog.
Het massief zilveren kruis is even groot en in alle details gelijk aan de kruisen van Ridders der Ie en IIe Klasse maar het email en verguldsel ontbreekt.
De dragers mogen de letters "D.Ht." achter hun naam plaatsen. Het door Koning Frederik VI van Denemarken en Noorwegen op 28 juni 1808 ingestelde kruis heette tot 1952 "Dannebrogsmændenes Hæderstegn" (D.M.). Het heeft model gestaan voor de door Willem I der Nederlanden in 1815 ingestelde Broederschap van de Nederlandse Leeuw.
De dragers moeten zich met "een nobele daad" voor het vaderland hebben onderscheiden. De leden van de Deense koninklijke familie dragen ook allen dit zilveren kruis. Formeel is het zilveren kruis lager in rang dan het ridderkruis van de Orde van de Dannebrog maar de onderscheiding is zeer in aanzien. Het is in feite vergelijkbaar met het commandeurskruis en onder de dragers vindt men de Hofmaarschalk, de particulier secretaresse van de koningin, een ambassadeur en een nationale ombudsman. De rozet op het lint is een moderne toevoeging aan het versiersel. De rozet werd in een Verordening van 21 maart 1952 aan het vijfhoekig gevouwen lint toegevoegd om het onderscheid tussen de oude "Dannebrogman" en de drager van het Zilveren Kruis te benadrukken. De Dannebrogman droeg zijn kruis in de 19e eeuw nog aan een eenvoudig lint. Op latere afbeeldingen zijn ook bij de Dannebrogmannen vijfhoekig gevouwen linten te zien.
Men draagt het kruis op een ereplaats op de linkerborst, links van het ridderkruis en dus "op het hart".
De eerste zilveren kruisen van verdienste werden pas na 1973 verleend. Er werden tot 2011 niet meer dan 23 toegekend.
Het gebruik om een "Dannebrogman" te benoemen en deze een pensioen te verlenen stamt uit een periode waarin met mensen die met hun handen werkten en soldaten niet waardig achtte om in een ridderorde te worden opgenomen. In een tijd zonder pensioenstelsel of sociale zekerheid was de Dannebrogman verzekerd van een klein inkomen. In 1952 was de aanleiding om een
"Dannebrogsmændenes Hæderstegn" te verlenen verdwenen.

## De statuten van de Orde van de Dannebrog
De eerste statuten werden in 1693 in Kopenhagen op last van koning Christiaan VI uitgegeven in een zeer verzorgde editie met illustraties van de versierselen. Ook de ordekleding en het zegel van de orde werden afgebeeld. Op veertig bladzijden werden de statuten in 19 artikelen vastgelegd.
De vorst meldt dat hij de orde "na lange overweging een ridderorde instelde die hij begiftigde met al zijn liefde, met voorrechten en vastgelegde prerogatieven. De koning vervolgde met het vermelden van een eerdere Orde van de Dannebrog. De statuten vermelden dat naast de wijd en zijn beroemde, prachtige en oude ridderorde van de Olifant, een paar honderd jaar geleden, hier in ons koninkrijk Denemarken een Orde van Dannebrog door wijlen koning Waldemar werd ingewijd. Dat dat in het jaar 1219 was geschied om deugd en dapperheid tijdens de Lijflandse oorlog te belonen. De koning herinnert eraan dat op de feestdag van de Heilige Laurentius vijfendertig verdienstelijke mannen als ridders van de Dannebrog optraden en dat daaronder ook de zonen van de koning werden geteld. Koning Erik Menved zou volgens deze statuten in 1287 twintig Ridders van de Dannebrog hebben benoemd terwijl Koning Erik van Pommeren in het jaar 1397 bij zijn kroning in Kalmar 33 heren waaronder ook aanzienlijke vreemdelingen met de orde onderscheidde. In dichterlijke bewoording vermelden de statuten dat de gedachtenis aan deze orde sindsdien "als door brandnetels overwoekerd" werd en derhalve "als in een graftombe besloten ligt".
De koning en zijn opvolgers op de Deense en Noorse troon zouden ten eeuwige dage de heren van deze orde zijn. De orde zou in vorm en gedrag met de evangelische religie in overeenstemming moeten zijn.
Ridders moesten de leeftijd van vijfentwintig jaar hebben bereikt, wettig geboren en van adel zijn. De koning maakte een uitzondering voor de "natuurlijke zonen" van de grootmeester. In een herinnering aan de middeleeuwse ridderidealen werd vermeld dat de Dannebrogridders niet mochten vluchten op een slagveld en zich niet aan schandelijk gedrag schuldig mochten hebben gemaakt. De vermelding van de natuurlijke zonen of bastaarden verwijst naar de zes zonen uit 's konings bigamie met Sophie Amalie Moth.
Een ridder die zich lafhartig van het slagveld terugtrok werd uit de orde verwijderd en dat gebeurde ook met de ridders die de orde te schande maken. Aan die laatste bepaling wordt nog steeds streng vastgehouden. Peter Adler Alberti (1910), Erik Ninn-Hansen (1995) en Peter Brixtofte (2008) werden na een rechtsgeldige veroordeling uit de orde verwijderd.
Toen Denemarken en de Duitse Bond in 1864 in oorlog raakten over de opvolging in Sleeswijk-Holstein werden de officieren en ambtenaren in de Deense dienst, die waren overgelopen naar de vijand verwijderd uit de Orde van de Dannebrog, tenzij ze amnestie van de koning hadden gekregen.
Het wit geëmailleerde gouden versiersel zou in het midden veertien tafelgesneden diamanten dragen waarvan de middelste groter moest zijn dan de andere. Op de keerzijde stond de tekst "RESTITUTOR" en het monogram van de "hersteller". De ordedagen waren Derde Pinksterdag, St. Laurentsdag en de derde dag na kerst.
Ook in het inmiddels strikt lutherse Denemarken werd een ridderorde dus verbonden aan een heilige, in dit geval de Heilige Laurentius wiens feestdag de tiende augustus is.
De statuten vermelden de rituelen rond de benoeming en het overlijden van een ridder en bevatten instructies voor de secretaris, de ceremoniemeester, de heraldicus en de archivaris van de orde. Een wapenbord van iedere ridder moest in de kerk van Slot Frederiksborg worden opgehangen, een voorschrift waaraan nog steeds gehoor wordt gegeven.
Zoals in de grote Europese orden gebruikelijk werd een ordekleding voorgeschreven. De prachtlievende Deense vorst koos voor een kostbare dracht van wit satijn en rood fluweel. De ridders droegen een met gouden biesen en galons afgezet wit satijnen vest en een witte pofbroek die met gouden fransen was versierd, witte schoenen met rode hakken, kousen en handschoenen, een sabel aan een bandelier, een lange rode mantel met wit satijnen voering en korte witte mantel een opstaande met goud geborduurde rand en een in goud- en zilverdraad geborduurde ster van de orde op de schouder. De knopen van het ordekostuum moesten van goud zijn en de mantel werd net als de mantel van de Orde van de Kouseband met koorden en in dit geval wit met gouden kwasten dichtgemaakt. Als hoofddeksel was een zwarte hoed met rode en witte struisvogelveren voorgeschreven. Na de hervorming van 1808werd deze dracht alleen bij zeer plechtige gelegenheden door een Grootkruis gedragen. Sindsdien is dit ceremoniële kostuum geheel in onbruik geraakt.
De keten van de orde werd met deze mantel gedragen, de combinatie van mantel en grootlint of lint "en sautoir" is in strijd met de gebruiken.
Tegenwoordig wordt de keten van de Orde van de Dannebrog gedragen op de vier ordedagen; de 28e januari (verjaardag van Frederik VI ), 15 april (verjaardag van Christian V), de verjaardag van de regerende monarche Margrethe II (16 april ) en op de 28e juni waarvan wordt aangenomen dat het de verjaardag Valdemar II was.

### Het Deense decoratiebeleid
De orde werd altijd met veel terughoudendheid uitgereikt. De Deense ministeries laten de afdelingsmanagers voordrachten opmaken en sturen deze naar de kabinetssecretaris. Wanneer de permanente secretaris en de kabinetssecretaris het eens zijn geworden gaat de voordracht naar de Deense Minister van Justitie die de politieke verantwoordelijkheid voor de benoemingen draagt.
In vergelijking met andere Europese monarchieën wordt bij de Orde van de Dannebrog een uiterst conservatief decoratiebeleid gehanteerd. De meeste benoemingen zijn voor ambtenaren, diplomaten en politici en worden omschreven als "voor trouwe dienst". Deense ambtenaren mogen een ridderkruis verwachten bij het bereiken van een bepaald hiërarchisch niveau in de civiele dienst of binnen de strijdkrachten. Politici ontvangen het ridderkruis na 10 jaar zitting te hebben gehad in het parlement. of van een bepaalde klasse rang - of een bepaald salaris. Verdienste in het bedrijfsleven of in de cultuur levert zelden een onderscheiding met een Deense ridderorde op.
Tot 1909 werden de Deense ministers automatisch benoemd tot commandeur van de Dannebrog. Zij ontvingen een uniform en zwaard. Deze nobilitering was in de Europese monarchieën gebruikelijk om ministers van burgerlijke komaf toegang te kunnen geven tot het hof waar alleen adel werd toegelaten. In de late 19e eeuw wisten steeds meer politici uit de burgerij een ministerspost te verwerven.
Denemarken decoreert ambassadeurs aan het koninklijke Deense hof op basis van reciprociteit oftewel wederkerigheid. Dat houdt in dat een ambassadeur wordt gedecoreerd wanneer een Deense ambassadeur in diens land ook na drie jaar in functie te zijn geweest wordt onderscheiden met een ridderorde van dat land.
Politici van de Alliantie, de sociaaldemocraten, SF en de Liberale Partij weigeren meestal een aangeboden ridderorde, omdat hun partij zich niet kan herkennen in het decoratiebeleid. Er zijn echter uitzonderingen, met name onder de burgemeesters.

## Enige van de Ridders

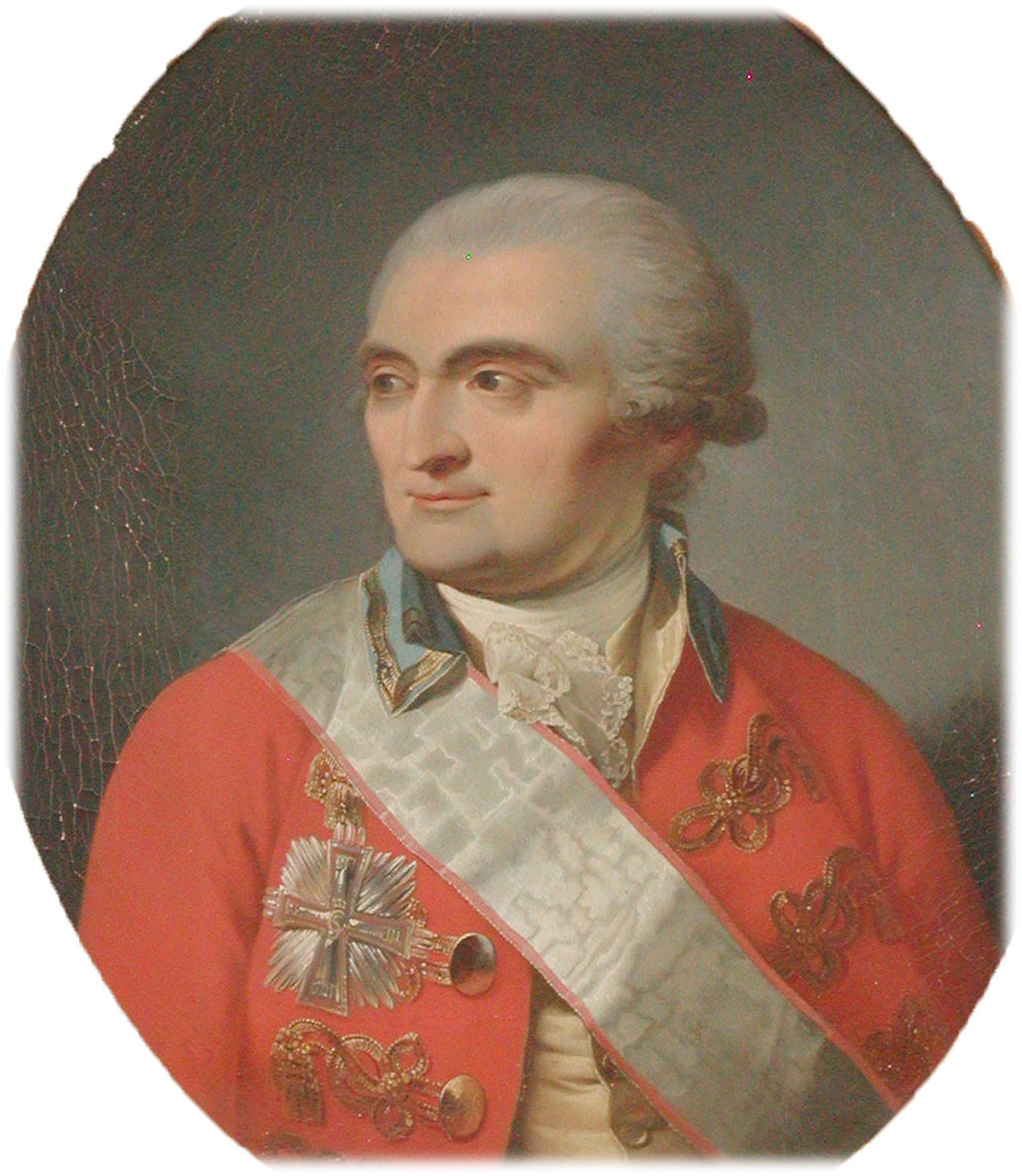
Johan Frederik Classen droeg de ster nog op de rechterborst.
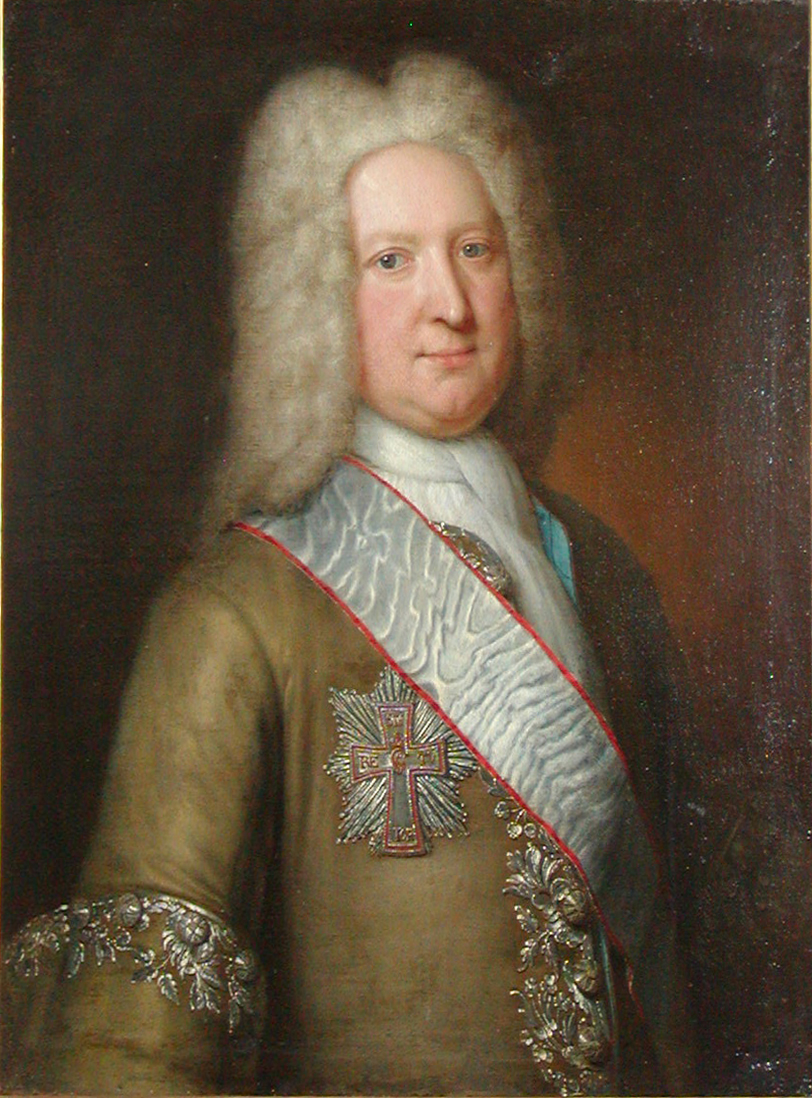
Henrik Frederik Sohlenthal met het grootkruis.
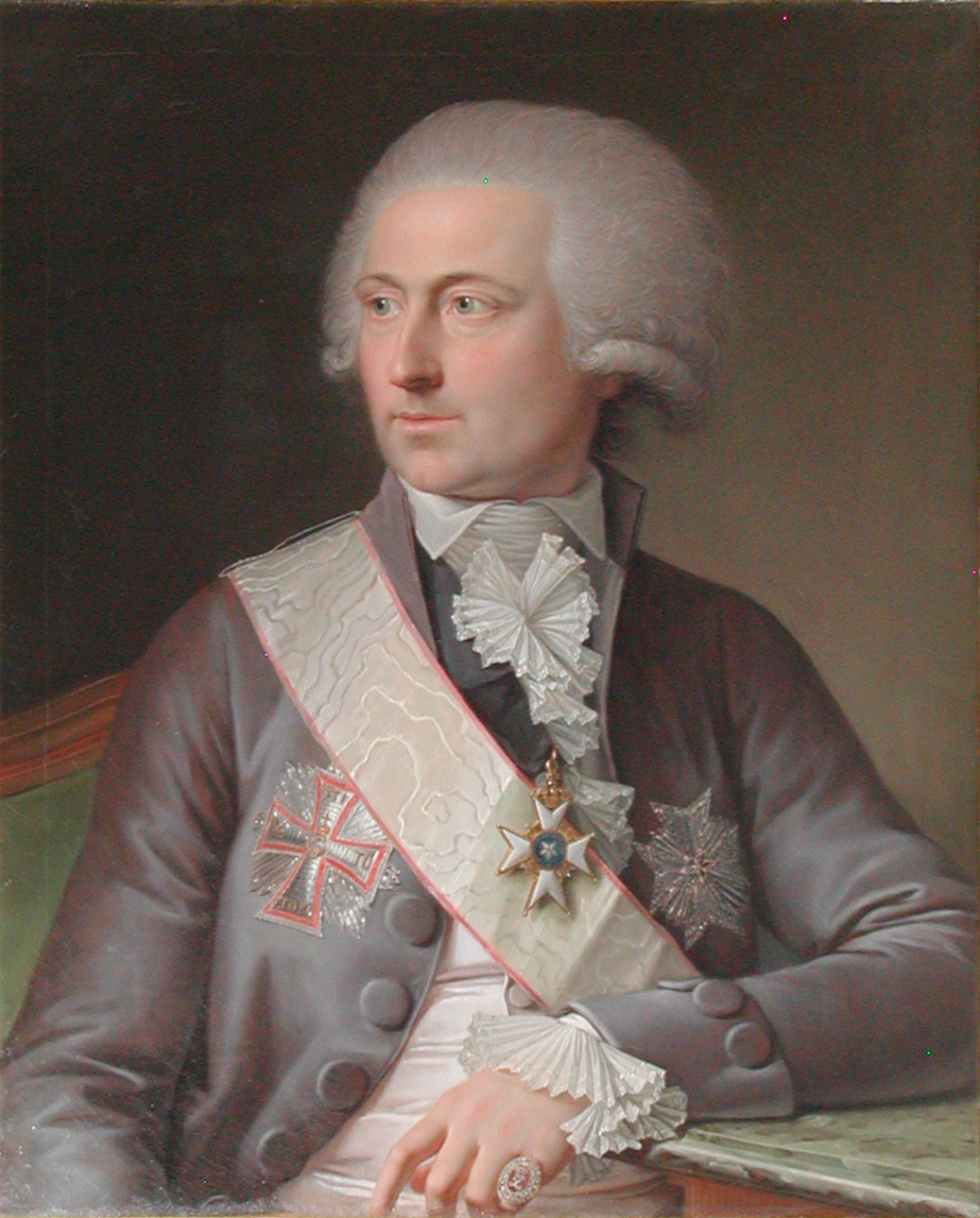
Johan Bülow met de Orde van de Dannebrog en de Orde van de Poolster.
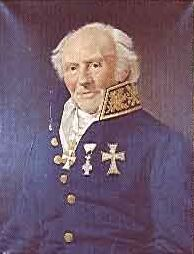
De architect C.F. Hansen was Commandeur Ie Klasse.
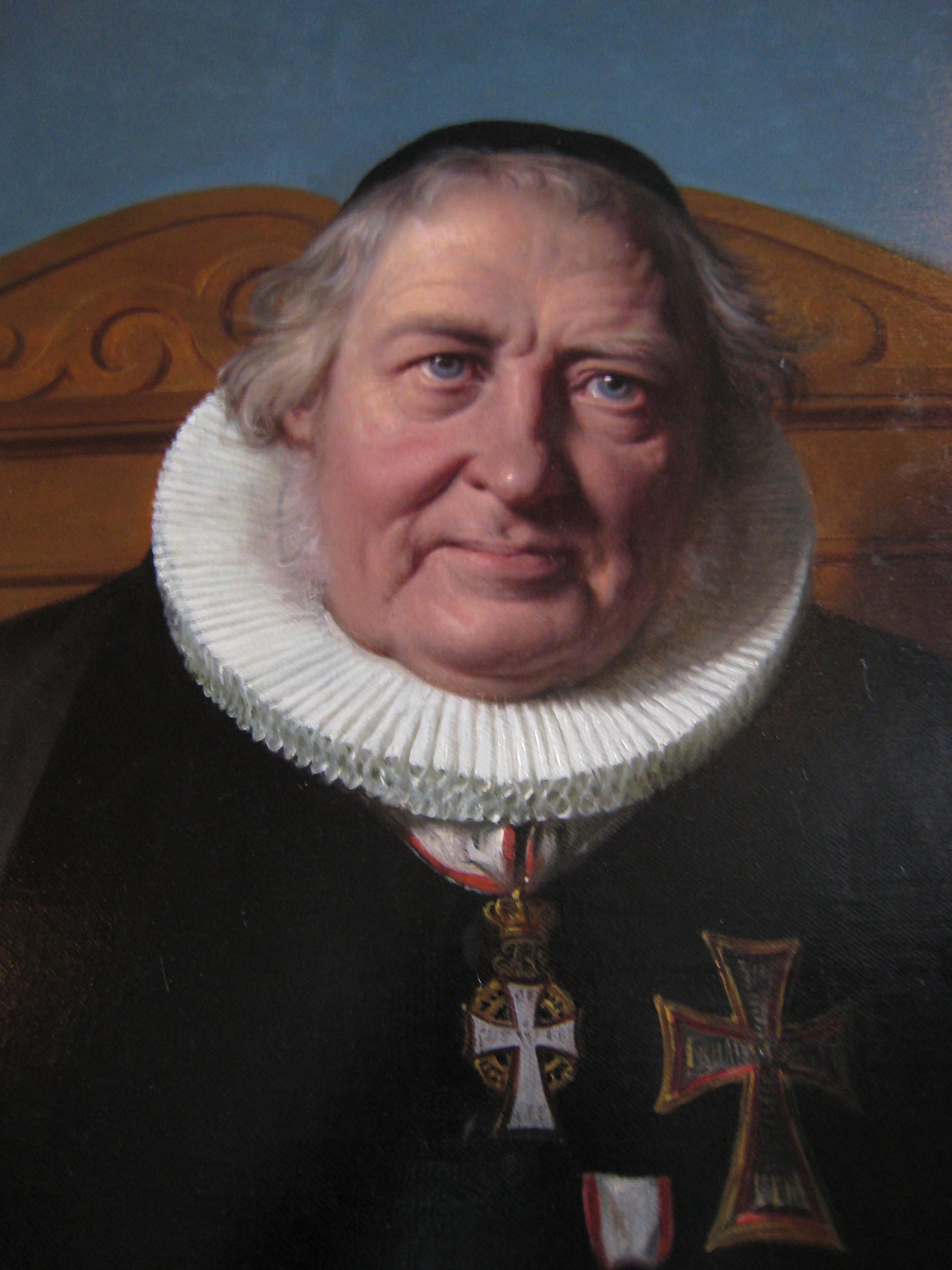
Domproost Eggert Christopher droeg het Commandeurskruis zoals de Deense Lutherse geestelijken dat nog steeds doen.
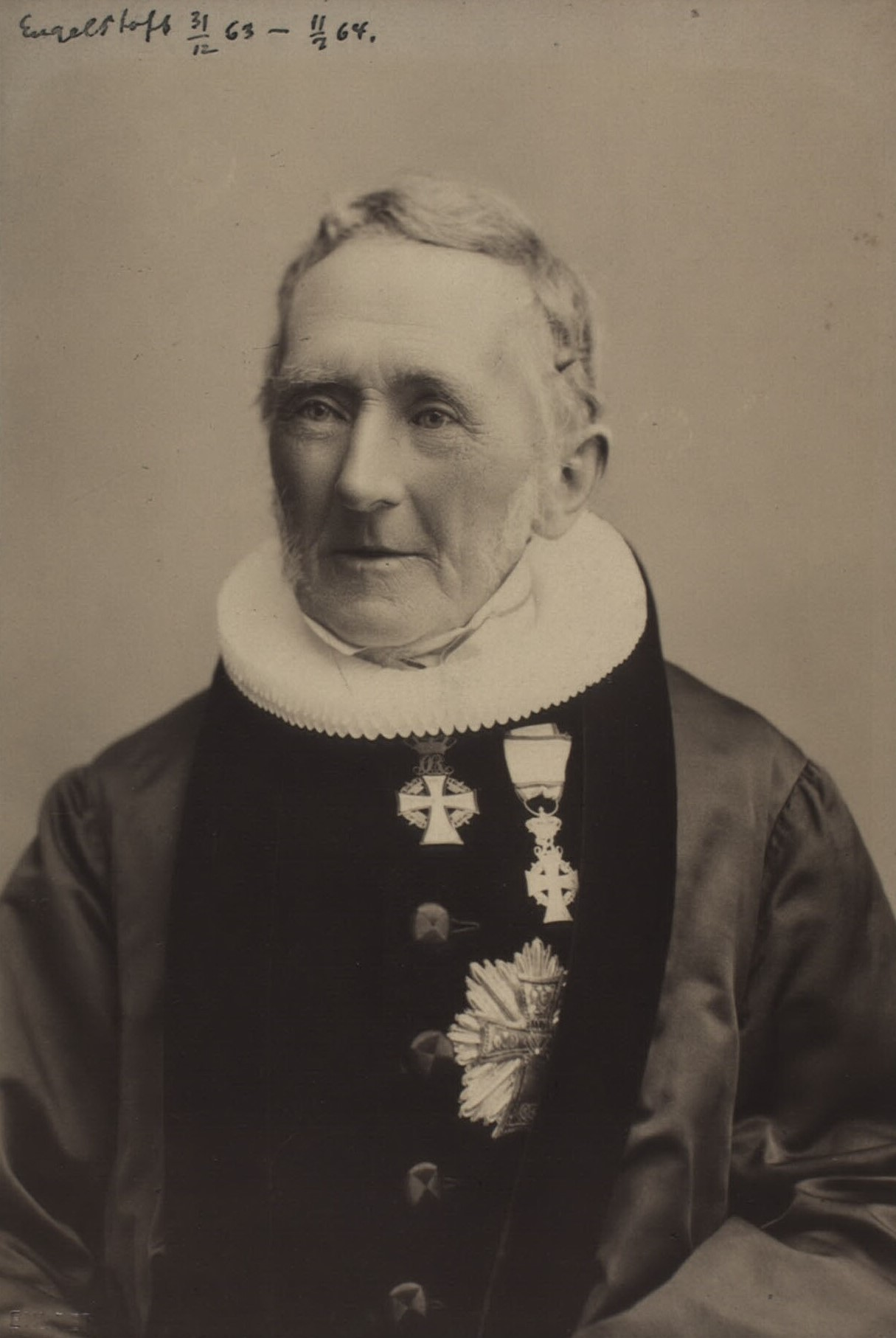
Christian Thorning Engelstoft droeg het grootkruis zoals voorgeschreven "en sautoir" en de ster op de linkerborst.

## De heraldiek van de Orde van de Dannebrog
Een geschilderd wapenbord van iedere ridder moest volgens de oudste statuten in de kerk van Slot Frederiksborg worden opgehangen, een voorschrift waaraan, in het geval van de Grootkruisen, nog steeds gehoor wordt gegeven. De zwartgelakte en kleurrijk beschilderde houten wapenborden zijn ovaal met aan de bovenzijde een ornament dat lijkt op een "pied de biche". Zij onderscheiden zich daarmee duidelijk van de ovale wapenborden van de Ridders in de Orde van de Olifant die in dezelfde kerk worden opgehangen. Waar bij de Orde van de Olifant een keten rond het wapenschild is gehangen wordt bij de ridders van de Orde van de Dannebrog een breed grootlint met het kruis van de orde als heraldisch pronkstuk gebruikt.
Aan de rechterzijde van het schild staat de naam van de ridder of ridder-grootkruis. Aan de linkerzijde staat in Romeinse cijfers de dag vermeld waarop hij gedecoreerd werd. Een van de laatste Grootkruisen die zijn wapen mocht ophangen was Anders Fogh Rasmussen. Hij ontving het grootkruis met diamanten.
Op zijn wapenschild staat DOM ANDERS FOCH RASMUSSEN en DIE VII APRILIS AN MMVIIX. De gedecoreerde voerde geen wapen maar liet voor deze gelegenheid een wapen tekenen. Hij koos een schild azuur beladen met een boom argent op een heuvel van hetzelfde. Naast de stam zijn twee vijfpuntige sterren or geplaatst. Het helmteken is een gouden kroon met fleurons en een blauwe leeuw die een ster draagt.
Ook buitenlandse grootkruisen moeten een wapen kiezen wanneer zij het grootkruis van de Dannebrog ontvangen of de nog exclusievere Orde van de Olifant worden opgenomen. Verschillende Duitse politici kozen en publiceerden om deze reden een wapen.
De grote verzameling wapenborden gaat terug tot de 18e eeuw. De verzameling is jonger, maar vergelijkbaar met de wapenborden van de Orde van de Kousenband in de kapel van Sint-George in Windsor en de Orde van de Serafijnen in in de Ritterholmkerk in Stockholm.

## De Orde van de Dannebrog op het internet
- Toont een kruis uit de regeringsperiode van Margrethe II
- Official website of the Danish Monarchy including an English version. Een officiële website van de Deense regering.
- The Collection of Henrik Revens Over de onderscheidingen van Denemarken en de Scandinavische landen (via archive.org)
- Statuten op Dannebrogordenen van de Ordenshistorisk Selskab.
- Afbeeldingen op Dannebrogordenen

## Voetnoten
1. ↑  Under den 23. juli 2007 er efternævnte benådet med storkorset af Dannebrogordenen med bryststjerne i diamanter; Kabinetssekretær, ordenssekretær, kammerherre, dr.jur. Niels Eilschou Holm, København K
2. ↑  Paul Hieronymussen
3. ↑  Zie de gedecoreerde op[dode link]
4. ↑  ypperlige Love, Privilegier og Prærogativer
5. ↑  Zie afbeelding op

Orde van de Olifant ·
Orde van de Dannebrog ·
Orde van de Geharnaste Arm ·
Mathilde-Orde ·
Ordre de l'Union Parfaite · 
Orde van Christiaan VII

Zie ook: Historische Orden van Denemarken · Onderscheidingen in Denemarken